# Liste der Kulturdenkmale in Gesundbrunnen (Bautzen)

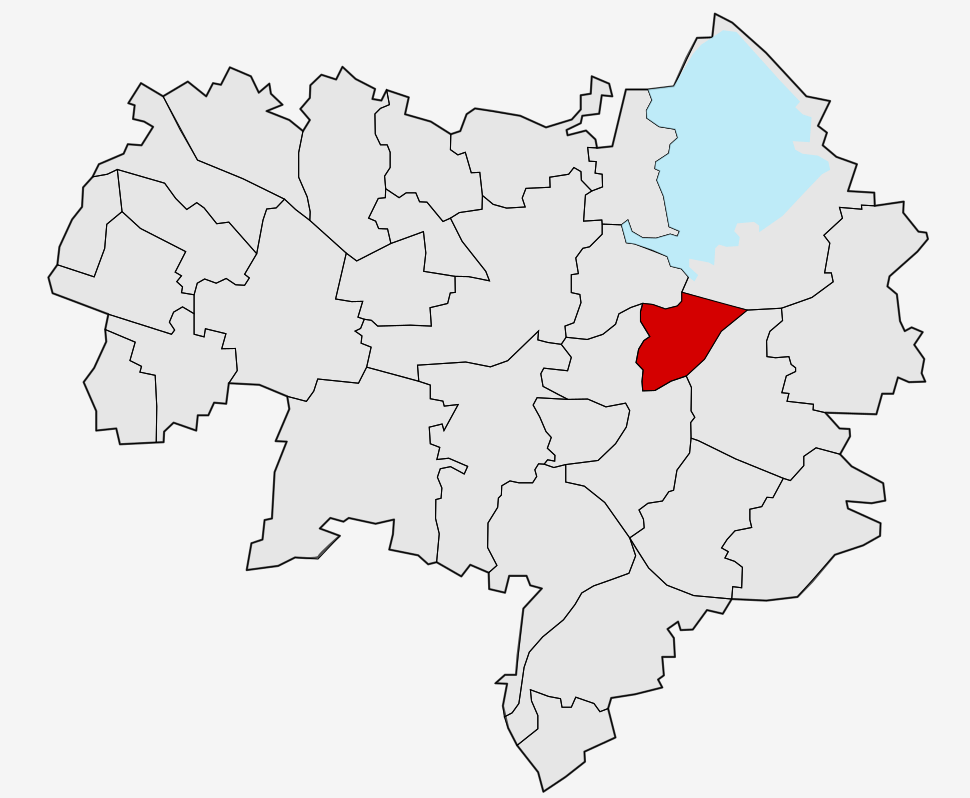
Lage des Ortsteils Gesundbrunnen in Bautzen

In der Liste der Kulturdenkmale in Gesundbrunnen sind die Kulturdenkmale des Bautzener Stadtteils Gesundbrunnen verzeichnet, die bis März 2018 vom Landesamt für Denkmalpflege Sachsen erfasst wurden (ohne archäologische Kulturdenkmale). Die Anmerkungen sind zu beachten.

## Liste der Kulturdenkmale in Gesundbrunnen
| Bild                                    | Bezeichnung | Lage                                                 | Datierung | Beschreibung | ID       |
| --------------------------------------- | --- | ---------------------------------------------------- | --- | --- | -------- |
| Weitere Bilder                          | Kreuzstein | Muskauer Straße (Ecke Thomas-Müntzer-Straße) (Karte) | Spätmittelalter | Stein mit Kreuz- oder Schwertdarstellung, ortsgeschichtlich von Bedeutung | 09250242 |
| Weitere Bilder                          | Ehemalige Königlich-Sächsische Landesstrafvollzugsanstalt; Sachgesamtheit Strafvoll-zugsanstalt Bautzen I (ehemals); Gelbes Elend                                                                | Breitscheidstraße 4 (Karte)                          | 1903–1930 | Sachgesamtheit Strafvollzugsanstalt Bautzen I mit folgenden Einzeldenkmalen: Kirche, Haus I, Haus II, Haus III, Haus IV (Krankenhaus), Küche, Wäscherei, Schornstein, Freiflächen mit Wegeführungen und historischem Baumbestand (singulär in Deutschland) sowie Einfriedungsmauer (siehe Obj. 09250715); geschichtlicher und wissenschaftlicher Wert. | 09250242 |
| Weitere Bilder                          | Kirche mit Kirchenausstattung, Haus I, Haus II, Haus III, Haus IV (Krankenhaus), Küche, Wäscherei, Schornstein (Technisches Denkmal) sowie Einfriedungsmauer (Einzeldenkmale zu ID-Nr. 09250242) | Breitscheidstraße 4 (Karte)                          | 1900–1904 (Zellentrakt); 1903 (Wäscherei, Gefängnismauer, Anstaltskirche und Schornstein); 1904 (Kirchenausstattung); 1950 (Krankenhaus) | Einzeldenkmale der Sachgesamtheit Strafvollzugsanstalt Bautzen I (siehe auch Sachgesamtheitsdokument Obj. 09301250); geschichtlicher und wissenschaftlicher Wert. Anstalt galt zu damaliger Zeit als modernste und in ihrer wirkungsvollen Architektur auch als schönste Gefangenenanstalt in Sachsen. Anstalt hatte erstmals Anspruch, Gefangene zu bessern und sie wieder in die Gesellschaft einzuordnen; die Versuche eines neuen Strafvollzuges blieben in den Anfängen stecken und bereits Ende 1910 Bezeichnung „Gelbes Elend“ bei Gefangenen und Bürgern der Stadt bezüglich des Materials Gelber Klinker aus Zwickau, der als „Musterbaustoff für öffentliche Gebäude“ galt. | 09250715 |
| Weitere Bilder                          | Jüdischer Friedhof (Sachgesamtheit) | Muskauer Straße 67 (neben) (Karte)                   | Um 1900 | Sachgesamtheit Jüdischer Friedhof mit folgendem Einzeldenkmal: Gedenkstätte für die Opfer des Faschismus und Linden-Allee (Gartendenkmal) (siehe Einzeldenkmalliste Obj. 09302892) sowie folgenden Sachgesamtheitsteilen: 22 Grabmale und Einfriedungstor; ortsgeschichtlich und geschichtlich von Bedeutung | 09250245 |
| Direkt Bild zu diesem Denkmal hochladen | Gedenkstätte für die Opfer des Faschismus (Einzeldenkmal zu ID-Nr. 09250245) | Muskauer Straße 67 (neben) (Karte)                   | Nach 1945 | Einzeldenkmal der Sachgesamtheit Jüdischer Friedhof (siehe auch Sachgesamtheitsdokument Obj. 09250245); ortsgeschichtlich und geschichtlich von Bedeutung; Mahn- und Gedenkstätte in der nordwestlichen Ecke des Friedhofs; gegenständige Allee aus geschnittenen Linden (Tilia spec.) auf dem Friedhof; Gestaltung im Vorbereich des Friedhofs neu | 09302892 |

## Tabellenlegende
- Bild: Bild des Kulturdenkmals, ggf. zusätzlich mit einem Link zu weiteren Fotos des Kulturdenkmals im Medienarchiv Wikimedia Commons. Wenn man auf das Kamerasymbol klickt, können Fotos zu Kulturdenkmalen aus dieser Liste hochgeladen werden:
- Bezeichnung: Denkmalgeschützte Objekte und ggf. Bauwerksname des Kulturdenkmals
- Lage: Straßenname und Hausnummer oder Flurstücknummer des Kulturdenkmals. Die Grundsortierung der Liste erfolgt nach dieser Adresse. Der Link (Karte) führt zu verschiedenen Kartendiensten mit der Position des Kulturdenkmals. Fehlt dieser Link, wurden die Koordinaten noch nicht eingetragen. Sind diese bekannt, können sie über ein Tool mit einer Kartenansicht einfach nachgetragen werden. In dieser Kartenansicht sind Kulturdenkmale ohne Koordinaten mit einem roten bzw. orangen Marker dargestellt und können durch Verschieben auf die richtige Position in der Karte mit Koordinaten versehen werden. Kulturdenkmale ohne Bild sind an einem blauen bzw. roten Marker erkennbar.
- Datierung: Baubeginn, Fertigstellung, Datum der Erstnennung oder grobe zeitliche Einordnung entsprechend des Eintrags in der sächsischen Denkmaldatenbank
- Beschreibung: Kurzcharakteristik des Kulturdenkmals entsprechend des Eintrags in der sächsischen Denkmaldatenbank, ggf. ergänzt durch die dort nur selten veröffentlichten Erfassungstexte oder zusätzliche Informationen
- ID: Vom Landesamt für Denkmalpflege Sachsen vergebene, das Kulturdenkmal eindeutig identifizierende Objekt-Nummer. Der Link führt zum PDF-Denkmaldokument des Landesamtes für Denkmalpflege Sachsen. Bei ehemaligen Kulturdenkmalen können die Objektnummern unbekannt sein und deshalb fehlen bzw. die Links von aus der Datenbank entfernten Objektnummern ins Leere führen. Ein ggf. vorhandenes Icon  führt zu den Angaben des Kulturdenkmals bei Wikidata.

## Ausführliche Denkmaltexte
1. ↑  Einzeldenkmale der Sachgesamtheit Strafvollzugsanstalt Bautzen I: 
  - Kirche: gelbes Klinkergebäude (Musterbau), neoromanisch; Kirchenraum holzverkleidet; Kirchenfenster früher bleiverglast (Butzenscheiben), aus finanziellen Gründen keine neuen möglich; Apsis früher bemalt; 7 m hoher Altar, 1930 rekonstruiert; Wandgemälde in der gesamten Kirche; Orgel; Verwaltungsebene im Erdgeschoss
  - Haus I: Zellentrakte; gelbe Klinkerbauten, mittelbetont durch Risalite und Giebel, Fensterbekrönung mit rotem Klinker
  - Haus II: während der Gründerzeit Jugendgefängnis, jetzt Zellentrakt
  - Haus III: Hafthaus
  - Haus IV: Krankenhaus, errichtet 1950
  - Küche und Wäscherei
  - Schornstein des alten Heizwerkes aus gelbem Klinker (1903; Technisches Denkmal)

Dächer im Originalzustand (schieferblau); Freiflächen, zum Teil gepflegter, gestalteter Zustand, mit historischen Wegeführungen und gleichfalls historischem Baumbestand (Freihöfe mit Linden, Kastanien und Eichen), der für Justizvollzugseinrichtungen in Deutschland singulär ist. Straßen auf Anstaltsgelände zum Teil mit Pflasterung, zum Teil mit Bitumenbelag. Einfriedung als Mauer (Klinker) mit in gleichmäßigen Abständen platzierten Verstärkungsrippen ausgeführt. 1140 m Länge und 4 m Höhe, umfasst gesamtes Gelände von 14 ha. Gefängnis war ab 1945 bis 1949 russisches Internierungslager, danach Justizvollzugsanstalt bis heute. Stellungnahme des Landesamtes für Denkmalpflege zum Abriss (genehmigt) bezüglich des Heizhauses, Kohlebunker, Schornstein vom 24. November 1998.